# Sylvaine

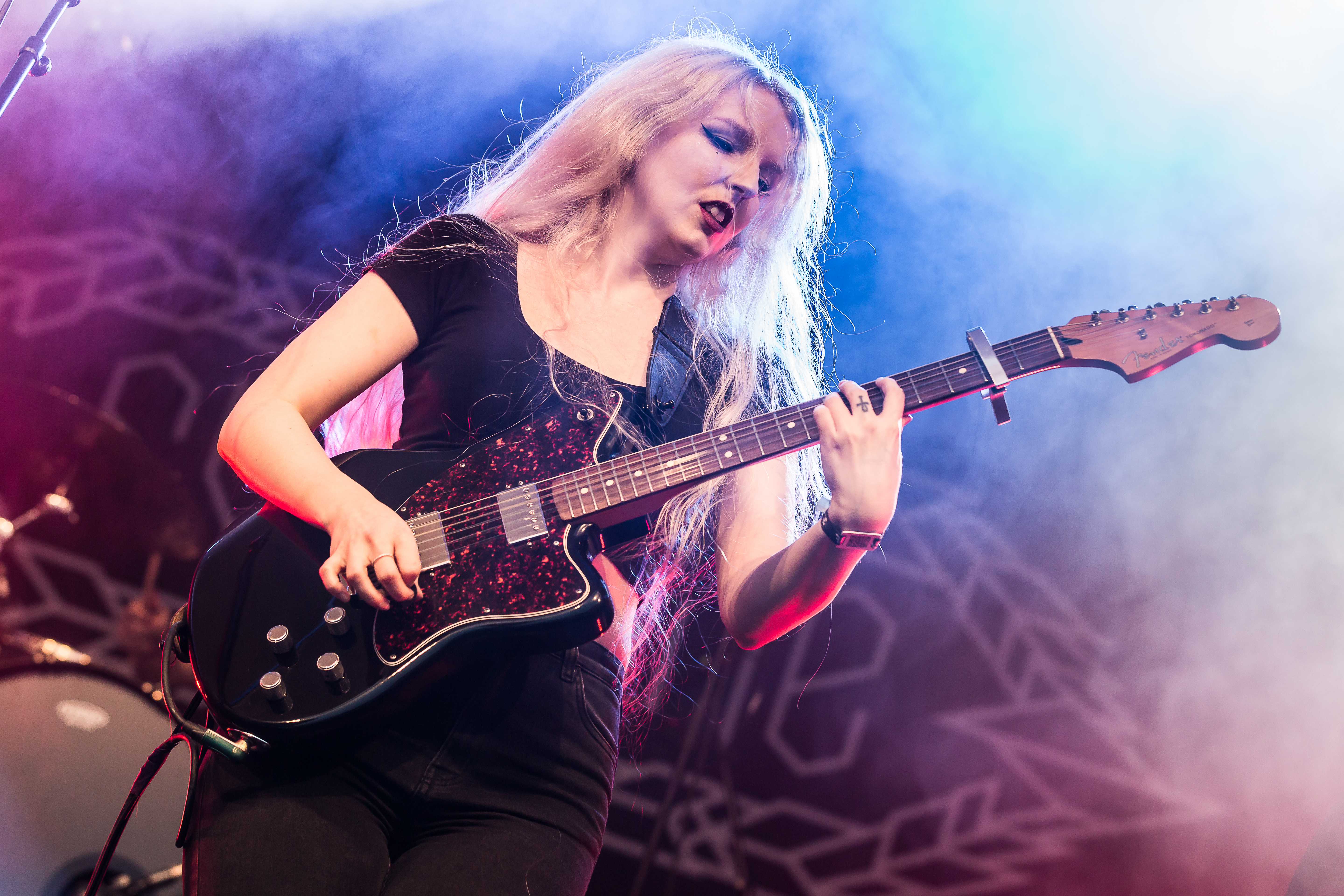
Sylvaine live beim Full Force (Musikfestival) (2023)

Sylvaine, bürgerlicher Name Kathrine Elizabeth Shepard, (* 1991 in San Diego) ist eine norwegische Metal-Multi-Instrumentalistin. Sie startete das Solo-Projekt Sylvaine im Jahr 2013 in Oslo und hat bisher vier Alben veröffentlicht. Im Jahr 2019 wurde sie als erste Frau in der Kategorie Bestes Metal-Album für einen Spellemannprisen nominiert.

## Werdegang
Kathrine Shepard wurde in Kalifornien geboren, zog mit ihren Eltern jedoch bereits im Kleinkindalter nach Oslo. Ihre Mutter ist Norwegerin und ihr Vater US-Amerikaner. Sie absolvierte eine klassische Gesangsausbildung und ein Bachelor-Studium in Musikwissenschaften an der Universität Oslo.
Shepards erstes im Eigenverlag veröffentlichtes Album unter dem Namen Sylvaine Silent Chamber, Noisy Heart erschien 2014, nachdem sie die Songs dafür zwischen Ende 2012 und Anfang 2013 in Oslo geschrieben hatte. Der Name „Sylvaine“ ist von dem Begriff „sylvan“ („auf den Wald bezogen“) und von dem Nachnamen des französischen Dichters Paul Verlaine inspiriert.
Für die Arbeit an ihrem zweiten Album Wistful, das 2016 auf dem Label Season of Mist veröffentlicht wurde, zog sie nach Paris. Dort arbeitete sie mit Neige zusammen, dem Frontman der Band Alcest, der auf dem Album Wistful Schlagzeug spielte. Shepard hatte Neige bei einem Konzert von Alcest im Jahr 2012 kennen gelernt und war mit ihnen 2014 auf Tour gegangen.
Das dritte Album von Sylvaine mit dem Titel Atoms Aligned, Coming Undone wurde 2018 veröffentlicht, vorhergegangen von den Singles Abeyance, Mørklagt and L’Appel Du Vide. Auch bei diesem Album arbeitete sie mit Neige am Schlagzeug zusammen. Atoms Aligned, Coming Undone wurde für einen Spellemannprisen, das norwegische Pendant zu den Grammy Awards, in der Kategorie Bestes Metal-Album nominiert. Shepard ist die erste Frau, die eine Nominierung in dieser Kategorie erhielt.
2020 veröffentlichte Shepard die Split-EP Time Without End in Zusammenarbeit mit der Post-Black-Metal-Band Unreqvited. Im Jahr davor wirkte sie als Gastsängerin für den Song L’île des morts auf dem sechsten Album von Alcest, Spiritual Instinct, mit. Sylvaines viertes Album Nova wurde 2022 veröffentlicht.
Im Herbst 2024 führte sie eine Europa-Tournee mit der färöischen Musikerin Eivør durch. Ihr Debütalbum Silent Chamber, Noisy Heart erschien 10 Jahre nach der Erstveröffentlichung 2014 im November 2024 als Jubiläumsversion auf dem Label Eisenwald.
Shepard ist Multi-Instrumentalistin, sie spielt Gitarre, Bass, Klavier und Synthesizer. Zu ihren Einflüssen als Gitarristin gehören eigenen Aussagen zufolge Neil Halstead von Slowdive und Explosions in the Sky.

## Diskographie

### Studioalben
- Silent Chamber, Noisy Heart (Eigenverlag 2014, Re-Release 2024)
- Wistful (Season of Mist, 2016)
- Atoms Aligned, Coming Undone (Season of Mist, 2018)
- Nova (Season of Mist, 2022)

### EPs
- Time Without End (mit Unreqvited, Prophecy Productions, 2020)[14]
- Eg Er Framand (Season of Mist, 2024)

### Singles
- Abeyance (2018)
- Mørklagt (2018)
- L’Appel Du Vide (2018)
- Nowhere, Still Somewhere (2022)
- Mono No Aware (2022)
- Nova (2022)
- Dagsens Auga Sloknar Ut (2024)
- Eg Er Framand (2024)

### Gastauftritte
- Background-Gesang auf Kodama (2016)[15] und L’île des morts (2019) von Alcest (2016)[16]
- Gesang auf Meridian von ISON (2021)[17]
- Gesang auf Diorama von MØL (2021)[18]
- Gesang auf Stabat Mater von Carpenter Brut (2022)[19]
- Background-Gesang auf The Maldoror Chants: Old Ocean von Schammasch (2024)